# کازاکی ناکاگاوا
کازاکی ناکاگاوا (انگلیسی: Kazaki Nakagawa؛ زادهٔ ۳ ژوئیهٔ ۱۹۹۵) بازیکن فوتبال اهل ژاپن است.